# Тригорци
Тригорци (болг. Тригорци) — село в Болгарии. Находится в Добричской области, входит в общину Балчик. Население составляет 178 человек.

## Политическая ситуация
В местном кметстве Тригорци, в состав которого входит Тригорци, должность кмета (старосты) исполняет Елица Димитрова Карлукова (Зелёные) по результатам выборов правления кметства.
Кмет (мэр) общины Балчик — Николай Добрев Ангелов (независимый) по результатам выборов в правление общины.